# Turneul de tenis de la Roland Garros
Turneul de tenis de la Roland Garros (în franceză Les Internationaux de France de Roland Garros sau Tournoi de Roland-Garros) este unul dintre cele mai importante turnee internaționale de tenis și se desfășoară pe parcursul a două săptămâni, între mijlocul lunii mai și începutul lunii iunie, la Paris, în complexul sportiv Roland-Garros (numit astfel în onoarea eroului aviator francez cu acest nume). Este al doilea dintre cele patru turnee anuale de Grand Slam. Celelalte trei sunt: Australian Open, Wimbledon și US Open. Roland-Garros este singurul turneu de Grand Slam care se desfășoară în prezent pe zgură. Până în 1975, Roland-Garros a fost singurul turneu major care nu s-a jucat pe iarbă. Între cele șapte runde necesare pentru un campionat, caracteristicile suprafeței de zgură (ritm mai lent, sărituri mai mari) și cele mai bune dintre cele cinci seturi de meciuri la simplu masculin, Roland-Garros-ul este în general considerat cel mai exigent turneu fizic din lume.

## Istoric

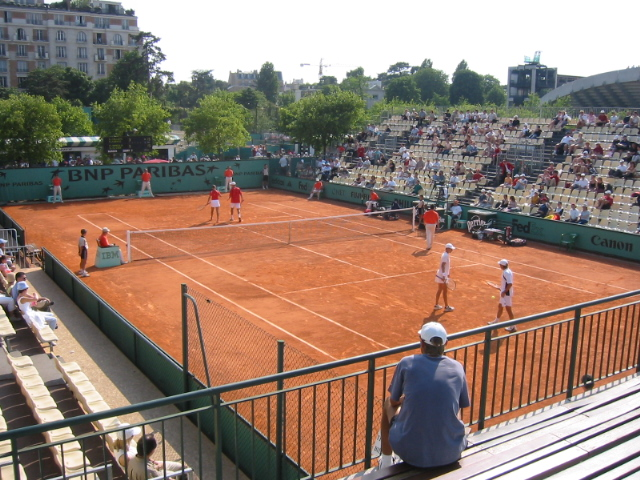
Aspect din întrecerea la dublu.

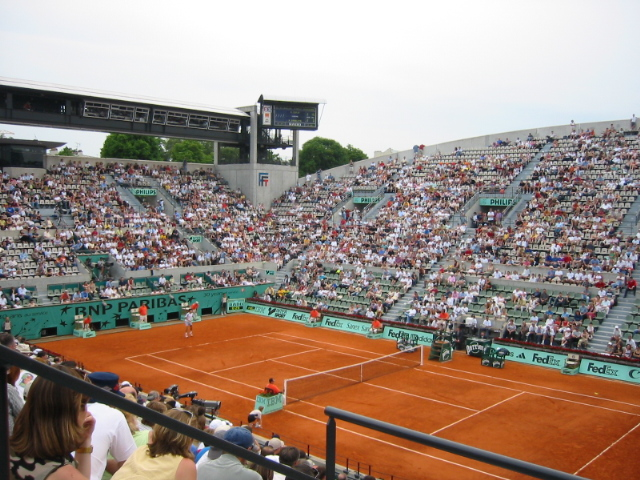
Arena Suzanne Lenglen în timpul competiției de la Roland Garros.

Numele oficial al competiției în limba franceză este Les Internationaux de France de Roland Garros sau Tournoi de Roland-Garros („Internaționalele franceze Roland Garros” sau „Turneul Roland Garros” în limba română). De asemenea, acest turneu este cunoscut și sub denumirea de „Openul Francez” sau  „Roland Garros”.
Această competiție a început în 1891 ca turneu național, cu denumirea de Championat de France International de Tennis. Primul turneu feminin s-a desfășurat în 1897. În 1912, turneul francez s-a desfășurat pe o suprafață diferită (la acea vreme, tenisul se juca pe gazon), zgură roșie ("terre battue"), fabricată din resturi de cărămidă roșie. Până în 1924, accesul la turneu a fost permis doar jucătorilor de tenis înregistrați în Franța.
În 1925, Turneul Francez „s-a deschis” competitorilor internaționali, desfășurându-se pe iarbă, locurile alternând între Racing Club de France și Stade Francais. După ce „Mușchetarii”, cunoscuți sub numele de „Philadelphia Four” (René Lacoste, Jean Borotra, Henri Cochet și Jacques Brugnon) au câșțigat Cupa Davis pe tărâm american în 1927, francezii au decis să își apere titlul în 1928 pe o arenă nouă de tenis, la Porte d’Auteuil. Noua arenă a fost numită după Roland Garros, un pilot francez din Primul Război Mondial. Noul Stade de Roland Garros, alături de terenul principal, botezat Terenul Philippe Chatrier în 1988, a găzduit întrecerea din Cupa Davis.
Între 1945 și 1947, Turneul Francez a fost ținut după Wimbledon, făcându-l al treilea turneu de Mare Șlem al anului.
În 1968, Campionatul Francez de tenis a devenit primul turneu de Mare Șlem care a devenit open, îngăduind atât amatorilor, cât și profesioniștilor, să participe. 
Din 1981, noi premii au fost introduse: Prix Orange (pentru meciul care demonstrează cel mai bine sportivitatea și atitutdinea cooperativă cu presa), Prix Citron (pentru jucătorul care dă dovadă de cea mai puternică tărie de caracter și personalitate) și Prix Bourgeon (pentru jucătorul-revelație al anului).
Din 2006, ca o noutate, turneul a început într-o duminică prin 12 partide de simplu jucate pe cele trei arene principale.
În plus, în ajunul debutului turneului, are loc tradiționala expoziție de o zi a lui Benny Berthet, al cărei profit este destinat asociațiilor de caritate.
În martie 2007, s-a anunțat faptul că turneul va oferi aceleași premii în bani, atât pentru bărbați cât și pentru femei.

## Caracteristici ale suprafeței de joc

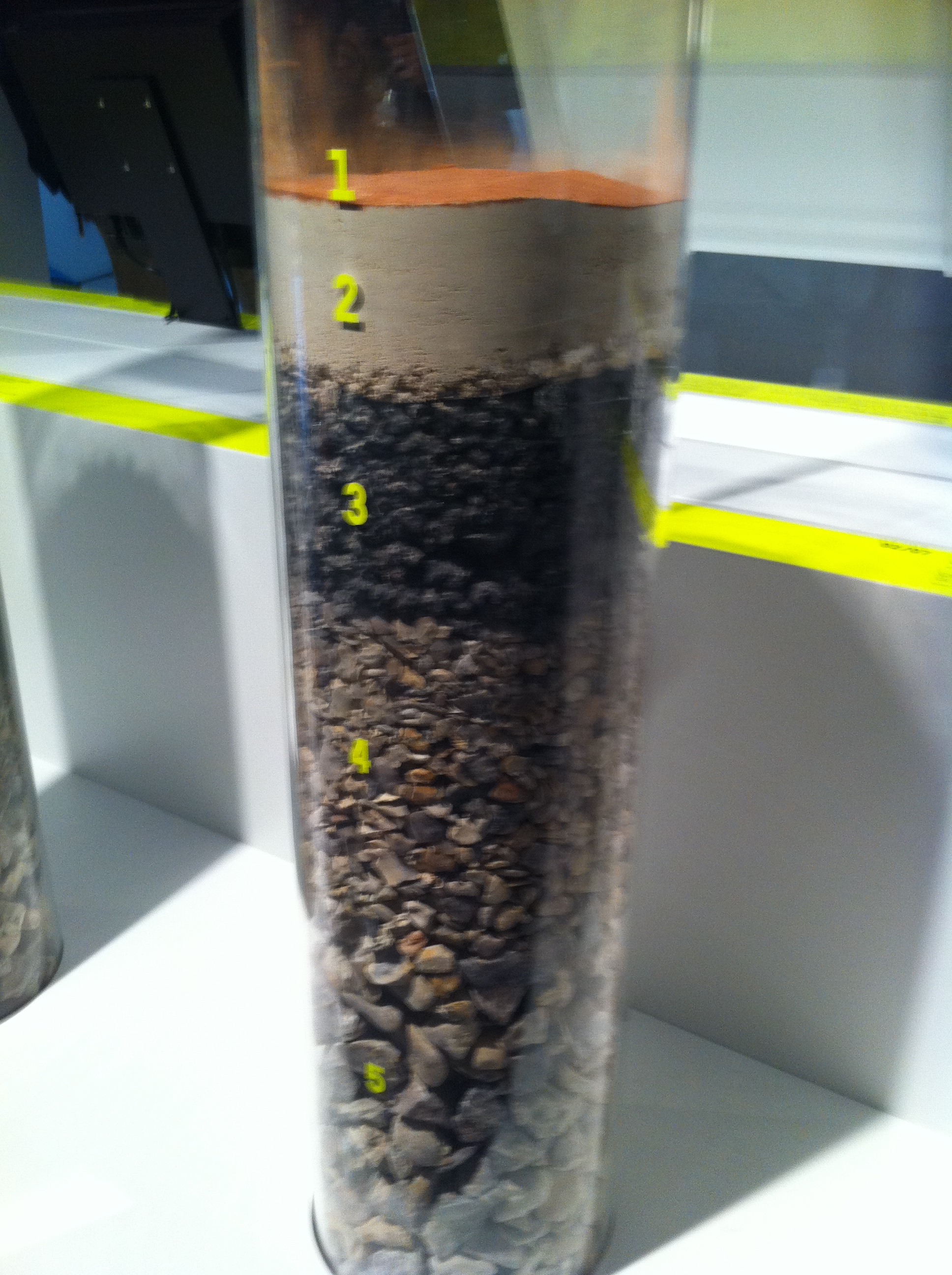
Componența terenului de joc.

Suprafața de zgură încetinește mingea și produce un salt al ei mai mare, în comparație cu terenurile de iarbă sau cu cele tari. Astfel, serviciile puternice și voleurile sunt dezavantajate, făcând mai greu turneul pentru jucătorii ce se bazează pe ele. De exemplu, Pete Sampras, jucător cunoscut pentru serviciile sale extrem de puternice, nu a câștigat niciodată Openul Francez – cel mai bun rezultat al său a fost să ajungă în semifinale în 1996. Mulți alți jucători notabili au câștigat mai multe turnee de Grand Slam, dar niciodată nu au câștigat la French Open; printre aceștia se numără John McEnroe, Frank Sedgman, John Newcombe, Venus Williams, Stefan Edberg, Boris Becker, Lleyton Hewitt, Jimmy Connors, Louise Brough, Virginia Wade sau Martina Hingis. McEnroe și Edberg au pierdut singurele lor apariții în finală la Openul Franței în cinci seturi.
De cealaltă parte, jucători care se adaptează mai bine pe suprafețe încete, precum Rafael Nadal, Björn Borg, Ivan Lendl, Mats Wilander, Justine Henin și Chris Evert, au avut parte de mari succese la acest turneu. În Era Open, singurii jucători masculin care au câștigat atât Roland Garros-u cât și Wimbledon-ul (jucat pe terenuri mai rapide – iarbă), sunt Rod Laver, Jan Kodeš, Björn Borg, Andre Agassi, Rafael Nadal, Roger Federer și Novak Djokovic. Dubla lui Borg French Open—Wimbledon a fost realizată de trei ori consecutiv.

### Componența terenului
1. Strat de praf de cărămidă roșie.

2. Strat de calcar alb zdrobit.

3. Strat de clinker (rezidu de cărbune).

4. Strat de pietriș zdrobit.

5. Strat de pietre mai mari cu drenaj incorporat.

## Puncte de clasare și premii în bani

### Distribuția punctelor
Bărbații și femeile primesc adesea puncte pe baza regulilor turneelor respective.

#### Puncte pentru seniori
| Probă           | C    | F    | SF  | QF  | Rundă 16 echipe | Rundă 32 echipe | Rundă 64 echipe | Rundă 128 echipe | Q   | Q3  | Q2  | Q1  |
| Simplu masculin | 2000 | 1200 | 720 | 360 | 180             | 90              | 45              | 10               | 25  | 16  | 8   | 0   |
| Dublu masculin  | 2000 | 1200 | 720 | 360 | 180             | 90              | 0               | N/A              | N/A | N/A | N/A | N/A |
| Simplu feminin  | 2000 | 1300 | 780 | 430 | 240             | 130             | 70              | 10               | 40  | 30  | 20  | 2   |
| Dublu feminin   | 2000 | 1300 | 780 | 430 | 240             | 130             | 10              | N/A              | N/A | N/A | N/A | N/A |

| Probă        | C   | F   | SF/3rd | QF/4th |
| Simplu       | 800 | 500 | 375    | 100    |
| Dublu        | 800 | 500 | 100    | N/A    |
| Quad Singles | 800 | 500 | 100    | N/A    |
| Quad Doubles | 800 | 100 | N/A    | N/A    |

| Probă         | C    | F   | SF  | QF  | Rundă 16 echipe | Rundă 32 echipe | Q   | Q3  |
| Simplu băieți | 1000 | 600 | 370 | 200 | 100             | 45              | 30  | 20  |
| Simplu fete   | 1000 | 600 | 370 | 200 | 100             | 45              | 30  | 20  |
| Dublu băieți  | 750  | 450 | 275 | 150 | 75              | N/A             | N/A | N/A |
| Dublu fete    | 750  | 450 | 275 | 150 | 75              | N/A             | N/A | N/A |

### Premii în bani
Finanțarea totală pentru French Open 2025 este de 56.352.000 €, în creștere cu 5,21% față de 2024. Bugetul pentru evenimentele principale a crescut cu 6,37%. Eliminările din prima rundă la simplu vor primi 78.000 €, iar câștigătorii 2,55 milioane €.
| Probe       | Câștigător  | Finalist    | Semifinalist | Sfertfinalist | Runda patru | Runda trei | Runda doi | Runda unu | Q3       | Q2       | Q1       |
| Simplu      | 2.550.000 € | 1.275.000 € | 690.000 €    | 440.000 €     | 265.000 €   | 168.000 €  | 117.000 € | 78.000 €  | 43.000 € | 29.500 € | 21.000 € |
| Dublu*      | 590.000 €   | 295.000 €   | 148.000 €    | 80.000 €      | 43.500 €    | 27.500 €   | 17.500 €  | N/A       | N/A      | N/A      | N/A      |
| Dublu mixt* | 122.000 €   | 61.000 €    | 31.000 €     | 17.500 €      | 10.000 €    | 5.000 €    | N/A       | N/A       | N/A      | N/A      | N/A      |

- * per echipă.

## Campioni

### Foști campioni
- Simplu masculin, câștigătorul Coupe des Mousquetaires
- Simplu feminin, câștigătoarea Coupe Suzanne Lenglen
- Dublu masculin, câștigătorii Coupe Jacques Brugnon
- Dublu feminin, câștigătoareale Coupe Simone Mathieu
- Dublu mixt, câștigătorii Coupe Marcel Bernard

Trofeele sunt făcute din argint pur, cu decorațiuni de finețe pe margini, fiecare câștigător al competiției de simplu având numele înscripționat pe postamentul trofeului.
Câștigătorii primesc o replică a trofeului câștigat. Replicile din argint pur sunt fabricate și gravate pentru fiecare câștigător de Maison Mellerio, situat pe Rue de la Paix, Paris.

### Cele mai recente finale
| Eveniment 2025  | Campion                            | Finalist                        | Scor                                    |
| Simplu masculin | Carlos Alcaraz                     | Jannik Sinner                   | 4–6, 6–7(4–7), 6–4, 7–6(7–3), 7–6(10–2) |
| Simplu feminin  | Coco Gauff                         | Arina Sabalenka                 | 6–7(5–7), 6–2, 6–4                      |
| Dublu masculin  | Marcel Granollers Horacio Zeballos | Joe Salisbury Neal Skupski      | 6–0, 6–7(5–7), 7–5                      |
| Dublu feminin   | Sara Errani Jasmine Paolini        | Anna Danilina Aleksandra Krunić | 6–4, 2–6, 6–1                           |
| Dublu mixt      | Sara Errani Andrea Vavassori       | Taylor Townsend Evan King       | 6–4, 6–2                                |

## Recorduri
| Record                                                 | Era                   | Jucător                                                          | Nr.                      | Ani |
| ------------------------------------------------------ | --------------------- | ---------------------------------------------------------------- | ------------------------ | --- |
| Masculin din 1891                                      |                       |                                                                  |                          | |
| Cele mai multe titluri la simplu                       | Open Era              | Rafael Nadal                                                     | 14                       | 2005–2008, 2010–2014, 2017–2020, 2022                                                                                              |
| Cele mai multe titluri la simplu                       | Pre-Open Era          | Henri Cochet                                                     | 4                        | 1926, 1928, 1930, 1932 Notă: A câștigat, de asemenea, Campionatul Mondial pe teren dur în 1922.                                    |
| Cele mai multe titluri la simplu                       | Campionatele Franței* | Max Decugis                                                      | 8                        | 1903–1904, 1907–1909, 1912–1914 |
| Cele mai multe titluri consecutive la simplu           | Open Era              | Rafael Nadal                                                     | 5                        | 2010–2014 |
| Cele mai multe titluri consecutive la simplu           | Pre-Open Era          | Frank Parker Jaroslav Drobný Tony Trabert Nicola Pietrangeli     | 2                        | 1948–1949 1951–1952 1954–1955 1959–1960                                                                                            |
| Cele mai multe titluri consecutive la simplu           | Campionatele Franței* | Paul Aymé                                                        | 4                        | 1897–1900 |
| Cele mai multe titluri la dublu                        | Open Era              | Daniel Nestor Max Mirnyi                                         | 4                        | 2007 cu Mark Knowles, 2010 cu Nenad Zimonjić, 2011, 2012 cu Max Mirnyi. 2005, 2006 cu Jonas Björkman, 2011, 2012 cu Daniel Nestor. |
| Cele mai multe titluri la dublu                        | Pre-Open Era          | Roy Emerson                                                      | 6                        | 1960, 1962 cu Neale Fraser, 1961 cu Rod Laver, 1963 cu Manuel Santana, 1964 cu Ken Fletcher, 1965 cu Fred Stolle.                  |
| Cele mai multe titluri la dublu                        | Campionatele Franței* | Max Decugis                                                      | 13                       | 1902–1909, 1911–1914, 1920 |
| Cele mai multe titluri consecutive la dublu            | Open Era              | Daniel Nestor                                                    | 3                        | 2010–2012 |
| Cele mai multe titluri consecutive la dublu            | Pre-Open Era          | Roy Emerson                                                      | 6                        | 1960–1965 |
| Cele mai multe titluri consecutive la dublu            | Campionatele Franței* | Maurice Germot                                                   | 10                       | 1906–1914, 1920 |
| Cele mai multe titluri la dublu mixt                   | French Open           | Ken Fletcher Jean-Claude Barclay                                 | 3                        | 1963–1965 cu Margaret Court. 1968, 1971, 1973 cu Françoise Dürr.                                                                   |
| Cele mai multe titluri la dublu mixt                   | Campionatele Franței* | Max Decugis                                                      | 7                        | 1904–1906, 1908–1909, 1914 și 1920 cu Suzanne Lenglen.                                                                             |
| Cele mai multe campionate (simplu, dublu & dublu mixt) | French Open           | Rafael Nadal                                                     | 14                       | 2005–2008, 2010–2014, 2017–2020, 2022 (14 simplu)                                                                                  |
| Cele mai multe campionate (simplu, dublu & dublu mixt) | Campionatele Franței* | Max Decugis                                                      | 28                       | 1902–1920 (8 simplu, 13 dublu, 7 mixt)                                                                                             |
| Feminin din 1897                                       |                       |                                                                  |                          | |
| Cele mai multe titluri la simplu                       | Open Era              | Chris Evert                                                      | 7                        | 1974–1975, 1979–1980, 1983, 1985–1986                                                                                              |
| Cele mai multe titluri la simplu                       | Campionatele Franței* | Suzanne Lenglen                                                  | 6                        | 1920–1923, 1925–1926 Notă: A câștigat, de asemenea, Campionatul Mondial pe teren dur în 1922 1914, 1921–1923.                      |
| Cele mai multe titluri consecutive la simplu           | Open Era              | Monica Seles Justine Henin Iga Świątek                           | 3                        | 1990–1992 2005–2007 2022–2024 |
| Cele mai multe titluri consecutive la simplu           | Campionatele Franței* | Jeanne Matthey Suzanne Lenglen                                   | 4                        | 1909–1912 1920–1923 |
| Cele mai multe titluri la dublu                        | Open Era              | / Martina Navratilova                                            | 7                        | 1975 cu Chris Evert, 1982 cu Anne Smith, 1984–1985, 1987, 1988 cu Pam Shriver, 1986 cu Andrea Temesvári.                           |
| Cele mai multe titluri la dublu                        | Campionatele Franței* | Simonne Mathieu                                                  | 6                        | 1933, 1934 cu Elizabeth Ryan, 1936–1937, 1938 cu Billie Yorke, 1939 cu Jadwiga Jędrzejowska.                                       |
| Cele mai multe titluri consecutive la dublu            | Open Era              | / Martina Navratilova Gigi Fernández                             | 5                        | 1984–1985, 1987–1988 cu Pam Shriver, 1986 cu Andrea Temesvári. 1991 cu Jana Novotná, 1992–95 cu Natasha Zvereva.                   |
| Cele mai multe titluri consecutive la dublu            | Campionatele Franței* | Françoise Dürr                                                   | 5                        | 1967–1971 |
| Cele mai multe titluri la dublu mixt                   | Open Era              | Françoise Dürr                                                   | 3                        | 1968, 1971, 1973 cu Jean-Claude Barclay.                                                                                           |
| Cele mai multe titluri la dublu mixt                   | Campionatele Franței* | Suzanne Lenglen                                                  | 7                        | 1914, 1920 cu Max Decugis, 1921–1923, 1925, 1926 cu Jacques Brugnon.                                                               |
| Cele mai multe campionate (simplu, dublu & dublu mixt) | Open Era              | / Martina Navratilova                                            | 11                       | 1974–1988 (2 simplu, 7 dublu, 2 mixt)                                                                                              |
| Cele mai multe campionate (simplu, dublu & dublu mixt) | Campionatele Franței* | Suzanne Lenglen                                                  | 15                       | 1919–1926 (6 simplu, 2 dublu, 7 mixt)                                                                                              |
| Diverse                                                |                       |                                                                  |                          | |
| Campioni care nu au fost capi de serie                 | Masculin              | Mats Wilander Gustavo Kuerten Gastón Gaudio                      | 1982 1997 2004           | 1982 1997 2004 |
| Campioni care nu au fost capi de serie                 | Feminin               | Margaret Scriven Jeļena Ostapenko Iga Świątek Barbora Krejčíková | 1933 2017 2020 2021      | 1933 2017 2020 2021 |
| Cel mai tânăr campion la simplu                        | Masculin              | Michael Chang                                                    | 17 ani și 3 luni (1989)  | 17 ani și 3 luni (1989) |
| Cel mai tânăr campion la simplu                        | Feminin               | Monica Seles                                                     | 16 ani și 6 luni (1990)  | 16 ani și 6 luni (1990) |
| Cel mai în vârstă campion la simplu                    | Masculin              | Novak Djokovic                                                   | 36 ani și 20 zile (2023) | 36 ani și 20 zile (2023) |
| Cel mai în vârstă campion la simplu                    | Feminin               | Zsuzsa Körmöczy                                                  | 33 ani și 10 luni (1958) | 33 ani și 10 luni (1958) |

- Campionatele Franței (1891–1924) erau deschise doar membrilor cluburilor franceze. În 1925, s-a deschis jucătorilor internaționali, iar ulterior a fost redenumit în Openul Francez în 1968, când a permis profesioniștilor să concureze cu amatorii.